# جون ماكول
جون ماكول هو سياسي كندي، ولد في 21 فبراير 1875، وتوفي في 19 أبريل 1933. انتخب عضو الجمعية التشريعية ألبرتا.